# Arnold von Weyhe-Eimke
Arnold Karl Ferdinand svobodný pán von Weyhe-Eimke (8. února 1830 Lüneburg – 1901, nebo 1904 Göttingen) byl německý historik, knihovník a archivář. Působil v Čechách u Buquoyů na Nových Hradech a větší část své kariéry u rodiny Schaumburg-Lippe na Náchodě.
Pocházel ze staré rodiny, do stavu svobodných pánů povýšené již císařem Rudolfem II. Po domácím vzdělávání získal vzdělání v Celle, Lüneburgu a na univerzitě v Bonnu (právo a politika). Pracovní zkušenosti získal na královském dvoře v Hannoveru, včetně práce v královském archivu. Během války v roce 1866 se dostal do Čech, od roku 1869 působil jako archivář Wilhelma zu Schaumburg-Lippe. V letech 1873–1880 pracoval na pořádání archivu v Nových Hradech. Pro Schaumburgy pracoval do roku 1901 (poté toto místo převzal Otto Elster).
Zatímco jeho práce na pořádání náchodského zámeckého archivu je hodnocena nejednoznačně, jistý význam si zachovalo uspořádání knihoven. Ještě v 60. letech sepisoval knihovnu v Ratibořicích, určil knihovnu po starších majitelích, tzv. Piccolominskou knihovnu. Náchodskou knihovnu zkatalogizoval a vypracoval lístkový katalog. Publikoval historiografické spisy o rodinách Buquoyů, Piccolominiů a Schaumburgů. Podobně také divadelní hry. 